# Sands Kirkja

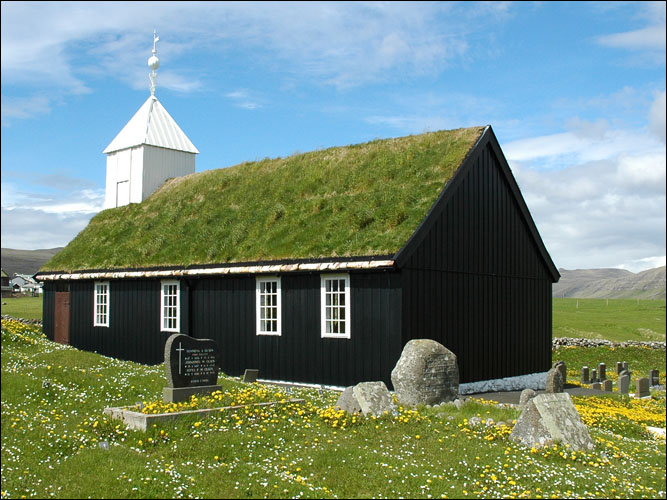
Die Kirche von Sandur steht auf historischem Grund und kann auf eine 1000-jährige Geschichte zurückblicken.

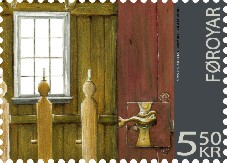
Innenansicht auf einer Weihnachtsbriefmarke des Postverk Føroya von 2006. Künstler: Edward Fuglø.

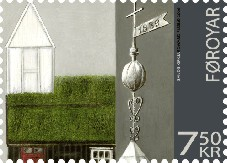
Außenansicht der Kirche aus derselben Briefmarkenserie von 2006.

Die Kirche von Sandur (Sands Kirkja) auf der Insel Sandoy ist eine traditionelle färöische Holzkirche und gehört zur staatlichen Volkskirche. 
Sie wurde 1839 geweiht, brannte 1988 nieder und wurde originalgetreu wieder aufgebaut. Unter ihr befinden sich nicht weniger als 5 Vorgängerkirchen, wovon die älteste gleichzeitig die älteste nachgewiesene Kirche der Färöer ist. Die Nachfolgekirchen wurden jeweils auf dem Fundament der Kirche zuvor gebaut. 
Die Kirche ist die Hauptkirche des Pfarrbezirks Sandur, zu dem auch die Gemeinden von Skálavík, Húsavík, Dalur, Skopun und Skúvoy gehören.

## Kirche Nr. 1
Die Kirche geht vermutlich zurück auf Sigmundur Brestisson, der die Christianisierung der Färöer um 1000 einleitete. Er soll auch eine Kirche auf seiner Heimatinsel Skúvoy gebaut haben, die dann möglicherweise die erste Kirche der Färöer war. Von ihr gibt es aber keine Überreste außer dem Sigmundarsteinur, dem Grabstein Sigmunds.
Jedenfalls fand man 1969 bei Ausgrabungen die erste Kirche von Sandur. Es war eine Stabkirche. Der Kirchenraum maß 5 mal 4 Meter, und der Chor 2,5 mal 2 Meter. Zum Westen hin war der Eingang.
Bereits 1863 geschah der Münzfund von Sandur. Diese Münzen stammen aus der Zeit der ersten Kirche.

## Kirche Nr. 2
Die zweite Kirche wurde auf dem Fundament der ersten gebaut und war etwas größer. Auch sie war eine Stabkirche, aber mit einer Steinmauer verkleidet. Nur die Westfront mit dem Eingang blieb frei. Der Chor hatte einen weiteren Eingang an der Südseite. Vom Stil her entspricht sie den Mittelalterkirchen Grönlands und ist daher dem Zeitraum 11. – 13. Jahrhundert zuzuordnen. 
Die Archäologen fanden hier verschiedene Überreste aus katholischer Zeit, u. a. einen steinernen Weihwasserkessel, einen bronzenen Weihrauchkessel und eine kleine Öllampe aus rotem Tuff. Unter dem Holzfußboden fand man 26 Gräber von Männern, Frauen und Kindern. Daher nimmt man an, dass sich die Kirche im Privatbesitz befand und hier die Angehörigen der Besitzer beigesetzt wurden. Bei den Gräbern wurden 33 Münzen gefunden, die meist aus Norwegen stammen und auf den Zeitraum 1220–1300 datiert werden.

## Kirche Nr. 3
Diese Kirche wurde um 1600 errichtet und noch 1709/10 schriftlich erwähnt. Lucas Debes schreibt in seinem Buch Færoæ et Færoa Reserata (1673), dass die Kirche die Hauptkirche des Kirchspiels Sandoy war, zu der die Filialkirchen Skálavík, Húsavík, Skúvoy und Stóra Dímun gehörten. Steinmauern verkleideten die Kirchenwände nach Norden und Süden. Der Grundriss war streng rechteckig, sodass Chor und Schiff die gleiche Breite hatten.
In dieser Kirche war auch der sagenumwobene Harra Klæmint (Clemens Laugesen Follerup aus Jütland) tätig, der als armer Mann auf die Färöer kam und als reichster Mann auf den Färöern starb. Er hatte 23 Kinder.

## Kirche Nr. 4
Die vierte Kirche entstand nach 1710. Wie die Vorgängerkirche war sie mit Steinmauern an der Süd- und Nordseite verkleidet. Nur war sie insgesamt breiter und hatte zusätzlich eine Vorhalle. Der Sohn von Harra Klæmint, Peder Clementsen war hier Pfarrer. Er soll wesentlich beliebter als sein Vater gewesen sein.

## Kirche Nr. 5
Die fünfte Kirche wurde 1763 gebaut. Auch sie war von zwei Steinmauern umkleidet, besaß neben Chor und Schiff eine Vorhalle und war mit 13 mal 4,9 Metern wiederum etwas breiter als die Vorgängerkirche. Sie bot Platz für 80 Kirchgänger, was aber bald nicht mehr ausreichte und sie daher nur 76 Jahre alt wurde.

## Kirche Nr. 6
Die sechste Kirche wurde im Sommer 1839 im Stil der färöischen Holzkirchen gebaut, d. h., sie hatte keine Steinmauerummantelung mehr, dafür aber große Fenster und einen Glockenturm. Sechs Arbeiter waren am Bau beteiligt, und es wird vermutet, dass Jógvan í Beiti der Baumeister war, da er den höchsten Tageslohn bekam. Wie bei allen Holzkirchen dieser Epoche waren die Schnitzereien das Werk der Arbeiter selber und Ausdruck der damaligen Volkskunst. Die Kirche bietet Platz für 230 Leute und wurde am 8. September desselben Jahres geweiht. 1969 musste die Kirche renoviert werden. Dabei fand man die Vorgängerkirchen unter dem Fußboden.
1988 fiel sie einer Brandstiftung zum Opfer. Es entstand großer Schaden und das gesamte Kirchensilber schmolz. Rechtzeitig zum 150. Jubiläum der Kirche stand aber wieder ein originalgetreuer Nachbau.
1989 fand man im Rahmen der Erweiterung des Friedhofs eine Begräbnisstätte aus der Wikingerzeit auf den Färöern. In dem gut erhaltenen, 150 cm langen, Grab befanden sich neben den Knochen Bernsteinperlen, eine blaue Glasperle und ein Messer. Vermutlich war es das Grab einer Frau.

## Bekannte Pastoren
- Andrias Evensen (1902–1917)